# Сорлаци (Фоча)
Сорлаци су насељено место у општини Фоча, Република Српска, БиХ. Према попису становништва из 1991. године, у насељу је живело 150 становника, а према попису из 2013. године 5 становника.

## Географија
Насеље се налази у југоисточном делу Босне и Херцеговине и део је ентитета Република Српска уз саму ентитетску линију са Федерацијом Босне и Херцеговине.
Са осталим деловима Босне и Херцеговине Сорлаци су повезани магистралним путевима М20 (Гацко – Фоча – Устипрача) и М18 (Сарајево – Фоча – Никшић). Смештени су на планинском делу општине Фоча на надморској висини од око 1.000 m.
С обзиром на карактер рељефа, на подручју насеља углавном је заступљена планинска клима.
Највећи део око насеља покрива шумско и пољопривредно земљиште.

## Клима
Сорлаци се карарактеришу умерено-континенталним типом климе, делимично измењеном надморском висином овог насеља, у коме доминира планинска клима. Ову климу карактеришу дугачке зиме и лета, а краћи период пролећа и јесени. Због релативно високе просечне годишње температуре ваздуха, и мањих температурних амплитуда ова област се разликује од већине региона у Босни и Херцеговини.
Најхладнији месец је јануар с средњом температуром ваздуха од -12ºС, а најтоплији месец је јул са средњом температуром од 19 °C. Апсолутне максималне вредности летњих температура не прелазе 39 °C а апсолутне минималне температуре у зимском периоду не спушптају се испод -20 ºС.
Годишња количина падавина није велика, а падавине су током године прилично уједначене, са правилним распоредом падавина за сва годишња доба, или током свих месеци године.
Шира област карактерише се великим бројрм магловитих дана (194), посебно у подручјима испод 700 м надморске висине. Магла настаје као последица високе влажности ваздуха, чија је просечна релативна вредност прилично велика и износи 84%.
Ветрови не досежу високе брзине и обично нису узрок природних непогода.

## Становништво
| Народ     | 1961. | 1971. | 1981. | 1991. | 2013. |
| --------- | ----- | ----- | ----- | ----- | ----- |
| Хрвати    |       |       |       | 1     |       |
| Муслимани | 124   | 225   | 202   | 138   |       |
| Срби      | 29    | 20    | 17    | 11    |       |
| Остали    | 15    | 1     |       |       |       |
| Укупно    | 168   | 246   | 219   | 150   | 5     |